# Comté de Washabaugh

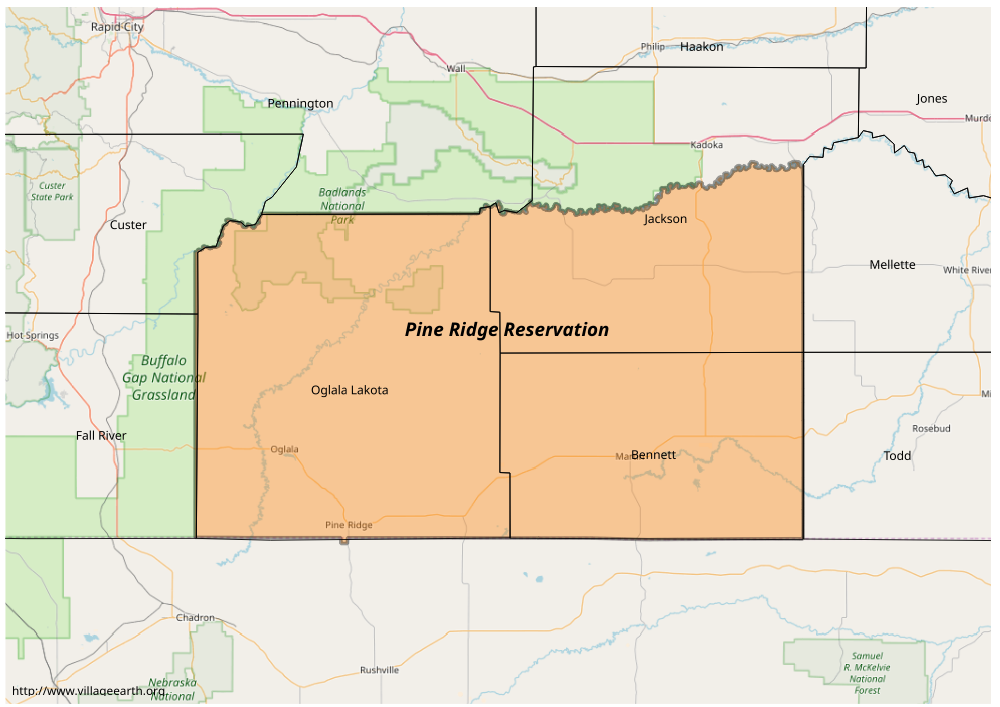
L'ancien comté de Washabaugh correspond à la partie du comté de Jackson appartenant à la réserve de Pine Ridge (orange), au sud de la White River.

Le comté de Washabaugh est un ancien comté américain du Dakota du Sud. Correspondant à la partie est de la réserve indienne de Pine Ridge, il est absorbé par le comté de Jackson en 1983.

## Histoire
Le comté de Washabaugh est créé le 9 mars 1883 à partir du comté de Lugenbeel, au sein du territoire du Dakota. Il est nommé en l'honneur de Frank J. Washabaugh, juge et homme politique du Dakota,. Il intègre le Dakota du Sud lors de son adhésion à l'Union en 1889.
Entre 1909 et 1911, le comté voit son territoire évolué. Le 1er janvier 1983, il est supprimé et absorbé par le comté de Jackson. Il correspond depuis à la partie du comté de Jackson située au sud de la White River.

## Gouvernement
En 1982, le comté de Washabaugh est l'un des deux derniers comtés des États-Unis à ne pas avoir de gouvernement propre (avec le comté de Shannon). Pour les questions judiciaires et administratives, le comté dépend du comté de Custer puis, à partir de 1915, du comté de Jackson. Bien qu'administrativement rattachés à un autre comté, les électeurs du comté de Washabaugh — majoritairement amérindiens — ne peuvent pas participer aux élections comtales (conseil du comté, magistrats, shérif, etc.). Cette pratique est jugée inconstitutionnelle par la cour d'appel des États-Unis pour le huitième circuit en 1975.